# Cser László
Cser László (Sárisáp, 1936. október 23. – 2017. július 15.) fizikus, tanszékvezető egyetemi tanár.

## Életútja
Fizikusi diplomáját a Moszkvai Állami Egyetemen szerezte meg 1963-ban. Munkahelye 1963 óta – külföldi munkavállalásait leszámítva – az MTA Szilárdtestfizikai és Optikai Kutatóintézet (SZFKI). 1986 és 1991 között az SZFKI igazgatóhelyettese volt. 1972 és 1978 között a dubnai Egyesített Atomkutató Intézet (EAI) kutatója, 1975–1978-ban az EAI Neutronfizikai Laboratóriumának igazgatóhelyettese volt. 1980 és 1985 között az Eötvös Loránd Fizikai Társulat általános főtitkárhelyettesi posztját töltötte be. 1988-tól 1993-ig a berlini Hahn-Meitner Intézetben dolgozott.
A fizikai tudomány kandidátusa címet 1972-ben nyerte el, 1983-ban az MTA doktora lett. 1997 óta habilitált oktató.

## Munkássága

### Kutatási területe
Főbb kutatási eredményeit a kondenzált közegek és biológiai rendszerek Mössbauer-effektus és neutronszórás segítségével végzett vizsgálatai során érte el, amelyeket százhatvanöt nemzetközi tudományos közlemény, több mint negyven konferencia-előadás, négy találmány és egy orosz nyelvű monográfia révén tett közzé. Legújabb és nemzetközileg elismert eredménye az atomi felbontású neutronholográfia elvének felismerése és kísérleti bizonyítása.

### Oktatói tevékenysége
1978-tól az ELTE Fizikai Fakultásának címzetes egyetemi tanáraként speciális kurzust tartott Neutronfizikai módszerek a kondenzált közegek tanulmányozásában címmel. Tucatnyi diplomamunka és tizenhét doktorandusz témavezetője volt.

## Díjai
- Népek Barátsága Érdemrend (1976)
- Gyulai Zoltán-díj (Eötvös Loránd Fizikai Társulat, 1980)
- Jánossy-díj (MTA Központi Fizikai Kutató Intézete1985, 1987)
- Eötvös-plakett (Eötvös Loránd Fizikai Társulat, 1996)
- Genius-nagydíj (IV. GENIUS Nemzetközi Találmányi Kiállítás Budapest, 2002)
- A Magyar Köztársasági Érdemrend középkeresztje (2008)

## Főbb művei
- Kondenzált közegek vizsgálata neutronszórással. Typotex Kiadó, Budapest, 2010. ISBN 978-963-279-077-0